# Chaac

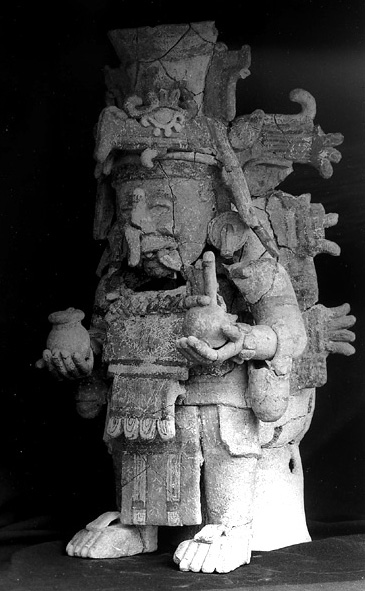
Statue des Chaac

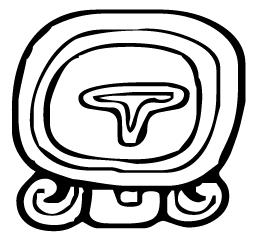
Mayaglyphe des Tages Ik

Chaac (auch Chaq oder Chaak, gesprochen: „Cha-ak“) war in der Götterwelt der Maya der Gott des Regens, des Donners, der Fruchtbarkeit und der Landwirtschaft. Er wird auch als Gott B bezeichnet und entspricht in etwa dem aztekischen Gott Tláloc.

## Differenzierungen
Wie auch bei anderen Mayagöttern üblich, wurde Chaac entweder als ein Gott oder als vier verschiedene Gottheiten (für jede Himmelsrichtung) gesehen: 
- „Chac Xib Chaac“: Roter Chaac des Ostens
- „Sac Xib Chaac“ oder „Zac Xib Chaac“: Weißer Chaac des Nordens
- „Ek Xib Chaac“: Schwarzer Chaac des Westens
- „Kan Xib Chaac“: Gelber Chaac des Südens

In dieser Form der vier Einzelgottheiten ist er nahe mit den Bacab (den Trägern der vier Weltenecken und Söhnen des Gottes Itzamná) verwandt.
Dem Regengott Chaac kam aufgrund der häufigen Trockenperioden im Mayagebiet eine große Bedeutung zu und es wurden ihm zu Ehren viele Opferungen durchgeführt (z. B. im Cenote von Chichén Itzá). 

## Darstellung
Die Masken des Regengottes Chaac findet man zahlreich an den Bauwerken und Tempeln der Maya. Er wird mit einer rüsselähnlichen, nach oben gebogenen Nase und zwei nach unten eingerollten Eckzähnen dargestellt. Besonders häufig sind derartige Darstellungen auf der Halbinsel Yucatán zu finden. 
Die Hieroglyphe seines Namens hat ein Auge, welches im Madrider Kodex der Form eines T ähnelt. Es wird angenommen, dass dieses Element Tränen darstellt, die aus dem Auge rinnen, welche den Regen und ebenso die Fruchtbarkeit symbolisieren. Zu seinen Symbolen gehören die Zahl sechs und der Tag Ik („Wind“). 

## Chak Mo'ol
Die Gottheit Chaac ist nicht zu verwechseln mit den Chak Mo'ol-Figuren, die fälschlicherweise durch den amerikanischen Archäologen Augustus Le Plongeon so benannt wurden.

## Beispiele für Chaac-Darstellungen

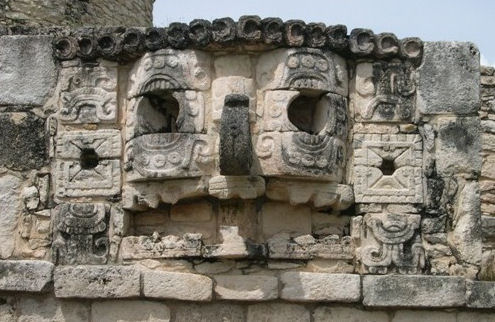
Maske des Chaac in Mayapán
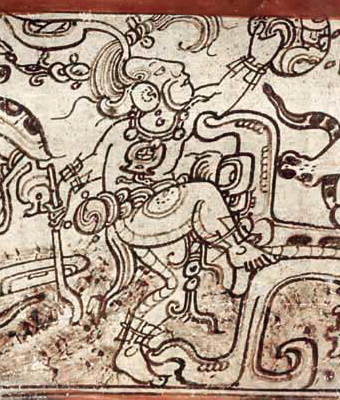
Mayagott Chaac
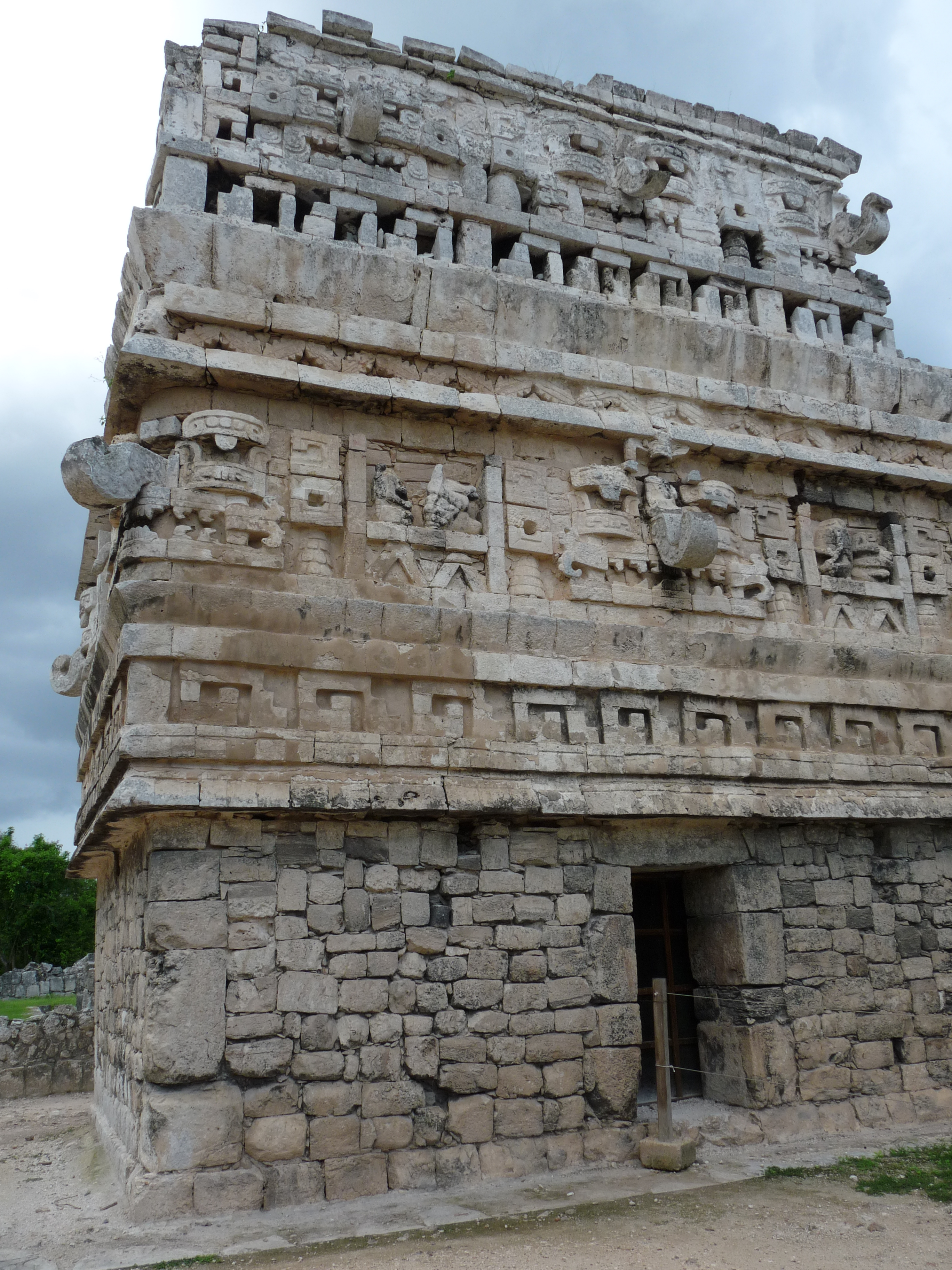
An der Iglesia in Chichén Itzá
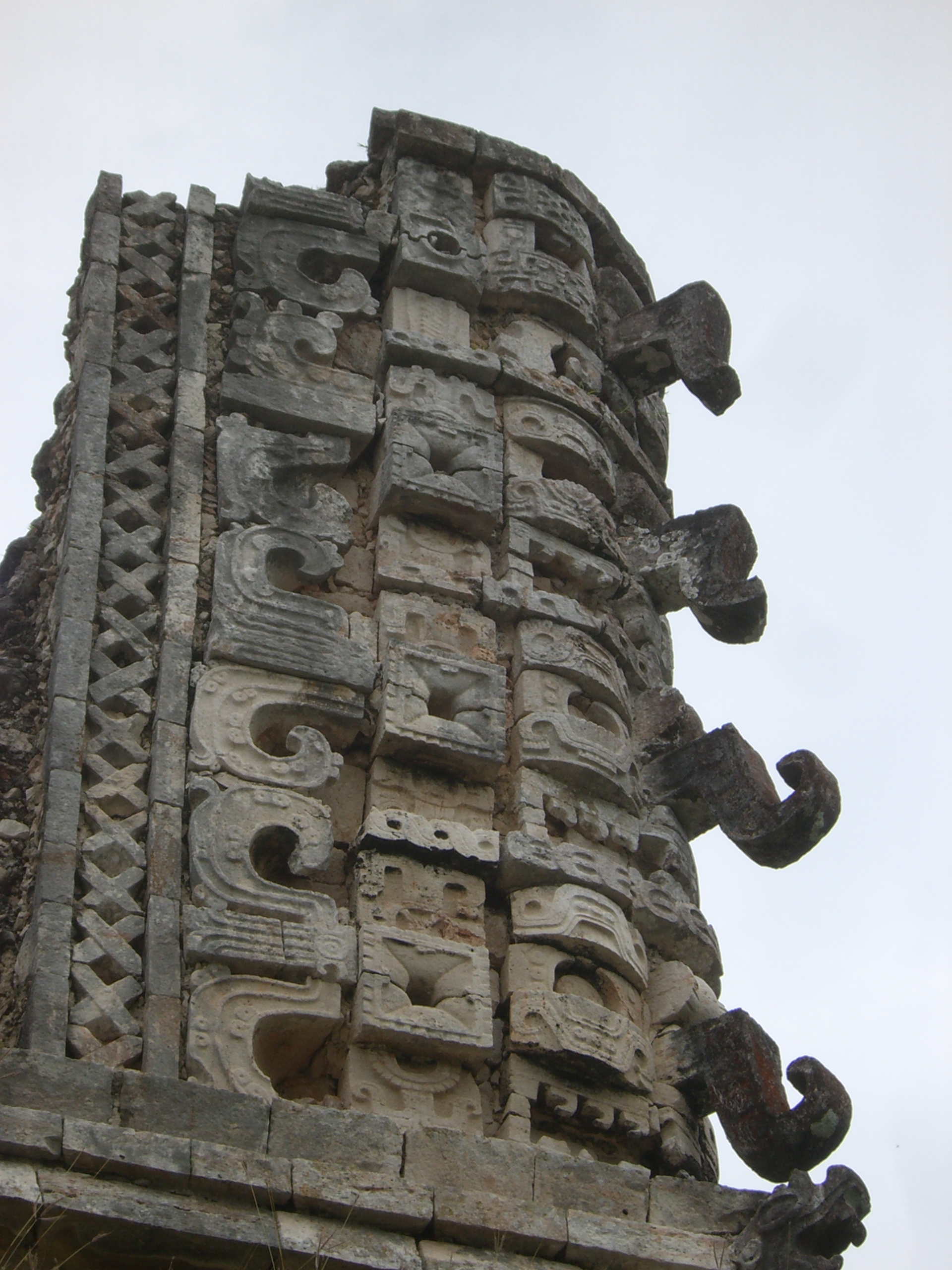
Gouverneurspalast in Uxmal
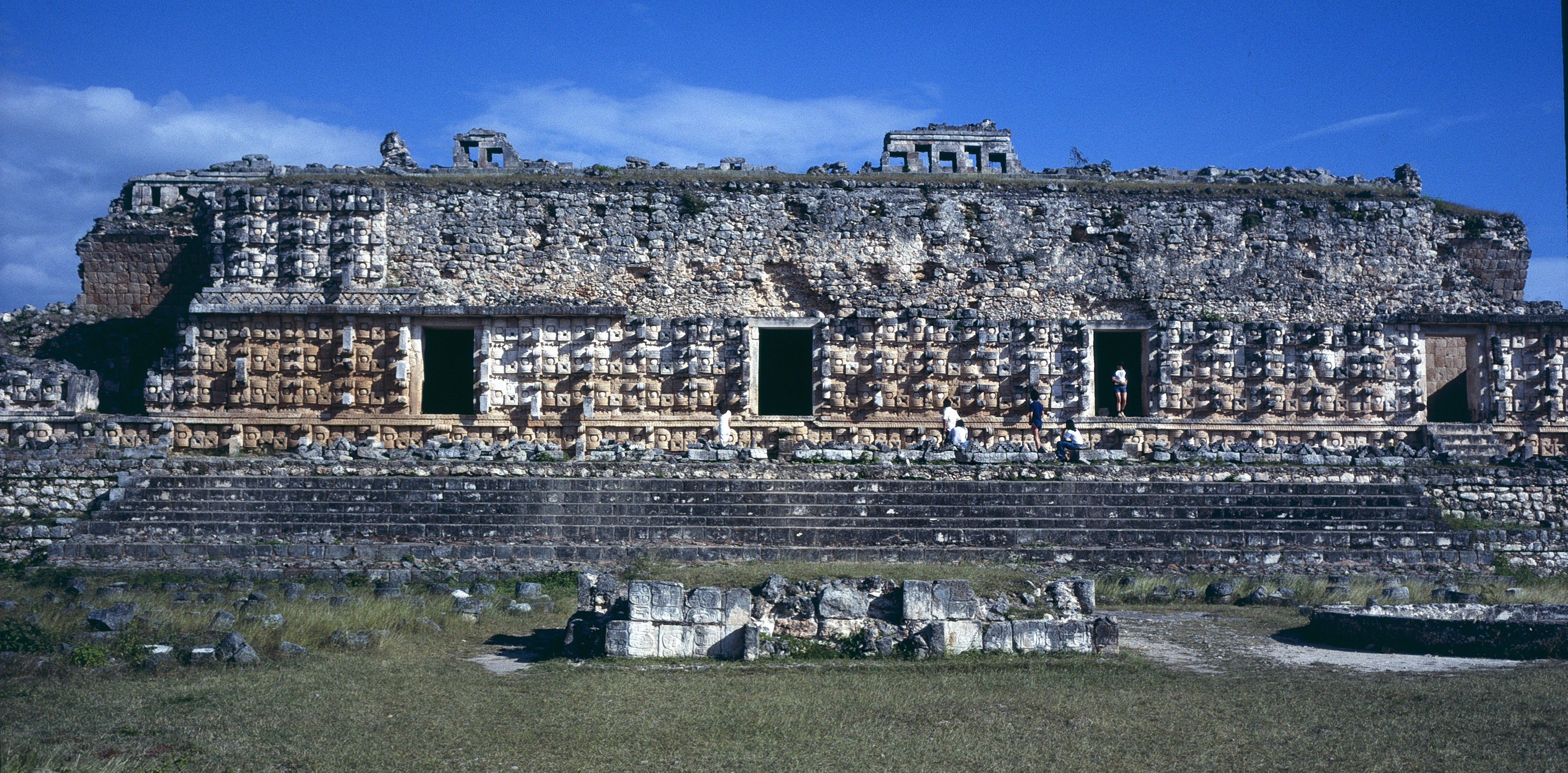
Codz-Poop-Palast in Kabah
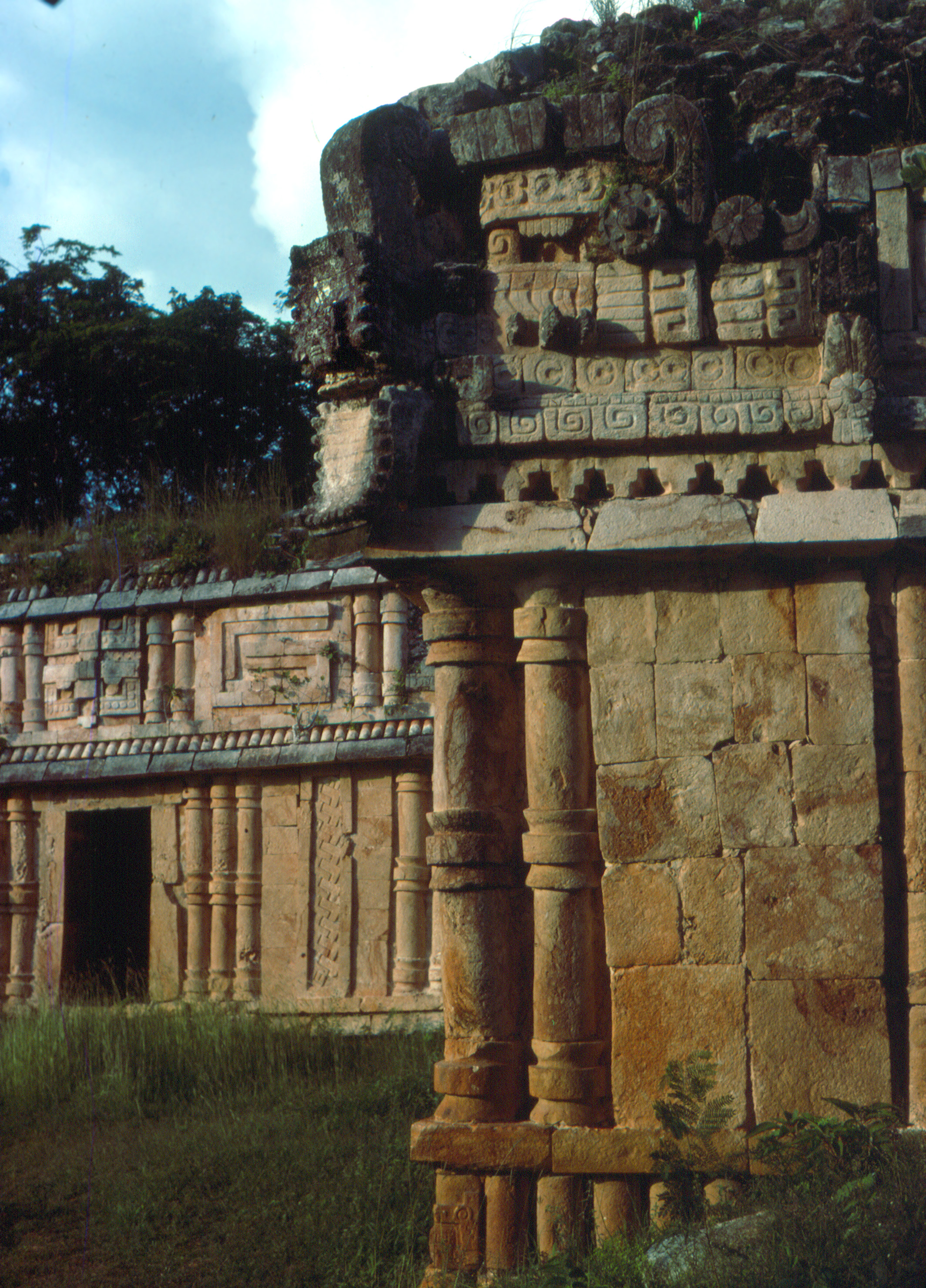
Großer Palast in Labná

## Weitere Donnergötter
Weitere Donnergötter der Maya-Mythologie sind Ah Peku und Coyopa, der Herrscher über das Donnergrollen.